# Bangramanjeshwar
Bangramanjeshwar é uma vila no distrito de Kasaragod, no estado indiano de Kerala.

## Demografia
Segundo o censo de 2001, Bangramanjeshwar tinha uma população de 5636 habitantes. Os indivíduos do sexo masculino constituem 49% da população e os do sexo feminino 51%. Bangramanjeshwar tem uma taxa de literacia de 74%, superior à média nacional de 59,5%; com 53% para o sexo masculino e 47% para o sexo feminino. 13% da população está abaixo dos 6 anos de idade.